# Guesthouse

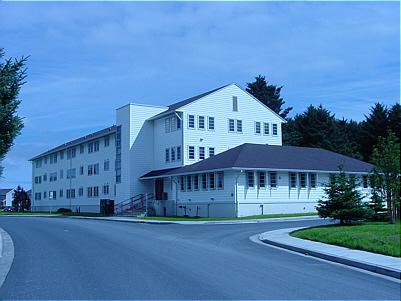
United States Coast Guard Kodiak Guest House, Kodiak, Alaska, USA.

Uma Guest house (também conhecida como guesthouse) é um tipo de acomodação. Em algumas partes de outras partes do mundo (como o Caribe, por exemplo), as guest house são um tipo de hotel de baixo custo. Ainda em outros, é uma casa particular que tem sido convertida a uma casa de acomodação. Normalmente, o dono vive em uma área separada dentro da propriedade e a guest house pode servir como uma forma de hospedagem de negócios.

## Benefícios
Esse tipo de acomodação apresenta alguns importantes benefícios tais como:
- Atenção personalizada;
- Comida caseira e saudável;
- Quietude;
- Baixo custo;
- Design moderno.

## Visão Geral

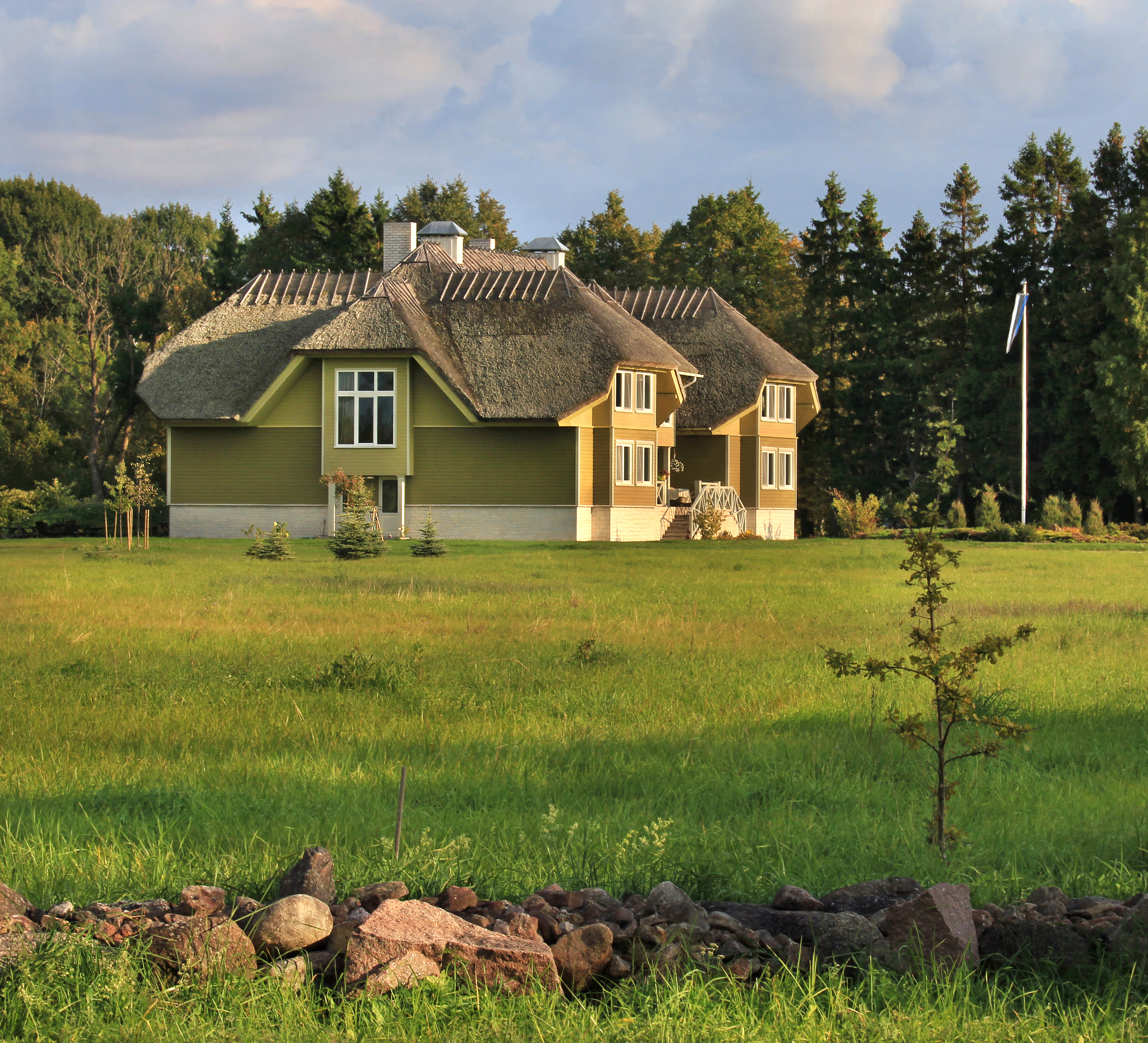
Guest House Altmõisa na Estonia. Tuuru village

Em algumas áreas ao redor do mundo, as guest houses são o tipo de acomodação disponíveis para visitantes que não querem ou não possam estar com algum parente local. Entre as características que distinguem uma guest house de um hotel ou pousada é a ausência de um ou mais funcionário(s) em tempo integral.
Os hotéis mantêm a presença de pessoas 24 horas por dia, 7 dias por semana, enquanto as guest house têm uma presença de pessoas de forma mais limitada. Por conta da pouca presença de funcionários, o check-in em uma guest house é frequentemente um compromisso. Em uma pousada costumam ter restaurantes anexos.
- Na Inglaterra, a cama e o café da manhã são organizados pelos familiares que vivem na residência, embora muitas das vezes não estejam disponíveis durante a noite. No entanto, a maior parte dos membros da família trabalham de 10 a 12 horas por dia, a partir das 6 da manhã já que eles podem empregar funcionários para um serviço de meio-período.
- No Japão, inquilinos em uma guest house precisam pagar um depósito substancial antes de entrar e uma taxa de limpeza quando saem.
- Na Índia, um tremendo crescimento de guest house pode ser visto, especialmente em Delhi-RCN (Região da Capital Nacional) onde o progresso no setor de TI e os Jogos da Commonwealth de 2010 foram os dois fatores de maior influência.

Hoje em dia o setor de acomodações de guest house tem crescido muito. Mesmo em uma casa convertida a uma guest house também podem ser vistas instalações de até três estrelas aos seus hóspedes.

## A vida em uma guest house paga
As pessoas vivendo em uma guest house paga podem ser de diferentes lugares e culturas, ogo quem vive em uma acomodação em uma guest house paga frequentemente escolhe esses pontos como positivos para que tenham uma vida mais confortável.
- Compartilhamento e harmonia
- Troca de pequenos conhecimentos e experiências
- Troca de contatos
- Foco nos estudos
- Utilização de faixas oculares
- Estar junto de outras pessoas
- Segurança

## Segurança
Geralmente há dois tipos de guest house pagas:
1. Uma casa convertida a uma guest house
2. Uma casa de hóspedes dirigida profissionalmente com todas as comodidades e pessoal necessários.

Na primeira versão de guest house você provavelmente viverá com uma família onde você apenas se abrigue e coma (cama e café da manhã), as demais tarefas, como lavagem de roupas e utensílios pessoais, limpeza do quarto ou área onde sua cama está fique por sua própria conta. Na segunda versão, você tem todas as comodidades necessárias as quais são requeridas para viver uma vida confortavelmente, como um quarto completamente mobiliado, cama confortável, ar-condicionado, abastecimento de água quente e fria e também um importante aspecto, segurança.
Um grande ponto positivo de um serviço de acomodação paga para um hóspede é que o dono siga as normas de segurança estabelecidas pelo seu governo local. Alguns importantes pontos de segurança são:
- Segurança com treinamento de incêndio
- Gestão de desastres
- Atualização de equipamentos de segurança
- Quadros de informação para hóspedes e funcionários
- Certificações governamentais